# Belisario Corenzio

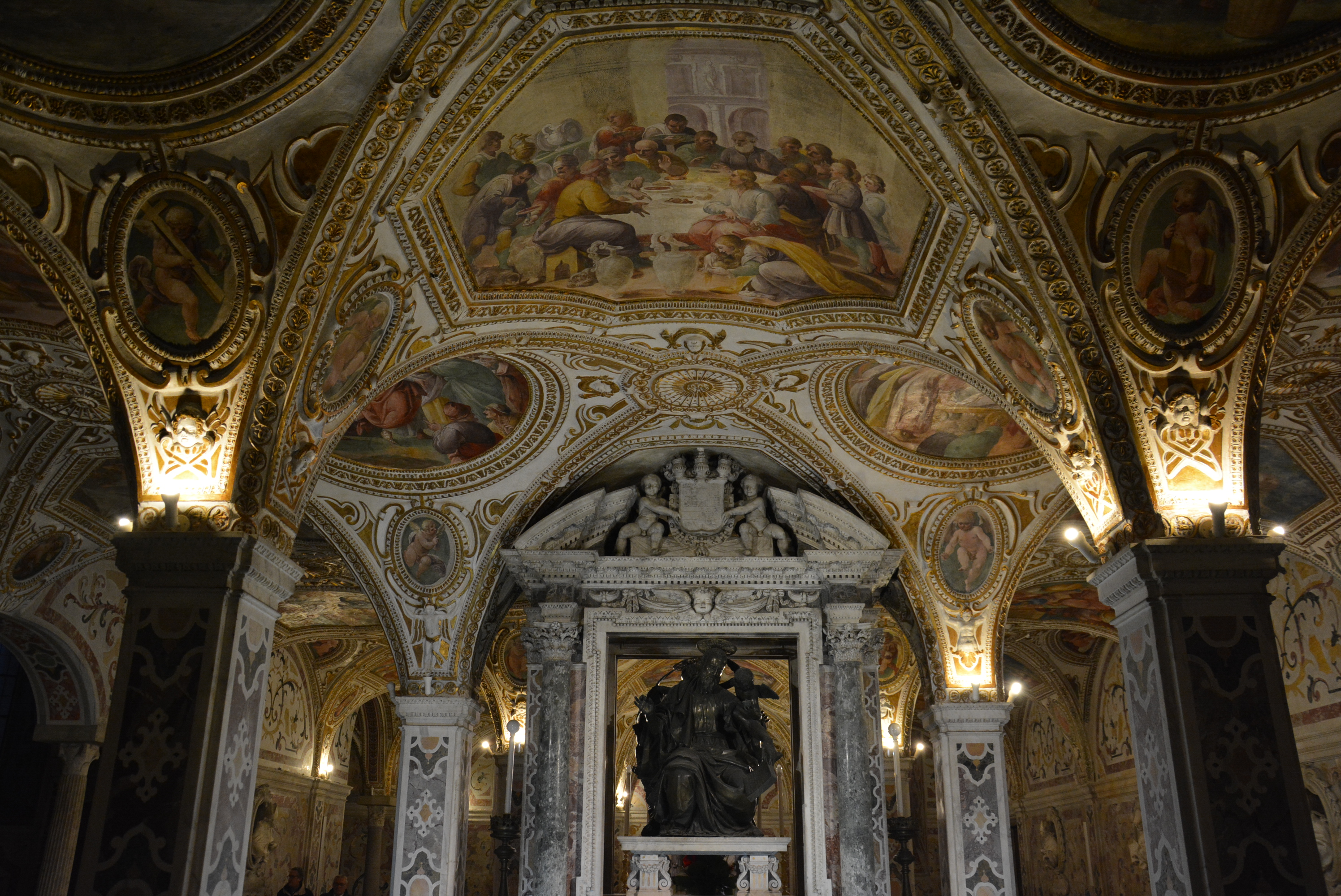
Frescos de Belisario Corenzio en la cripta de la Catedral de Salerno, Italia.

Belisario Corenzio (1558–1643) fue un pintor tardomanierista de origen griego pero de amplia trayectoria en Italia, principalmente en Nápoles, ciudad a la que se trasladó en 1590 y donde desarrolló una intensa actividad. Aunque gozó de prestigio se tiene poca documentación de su obra. 

## Biografía
Según la Enciclopedia Britannica, cuando Guido Reni llegó a Nápoles, en 1621, para pintar en la capilla de San Genaro en la Catedral de Nápoles, Corenzio contrató a un asesino para quitarle la vida. El asesino mató al ayudante de Reni en su lugar y efectivamente asustó al pintor quien prudentemente se retiró a Bolonia.
En esos años Corenzio habría formado parte del Cabal de Nápoles, un triunvirato de pintores -junto a José de Ribera y Giovanni Battista Caracciolo- dedicado a acosar y expulsar a los artistas llegados a Nápoles para que no obtuviesen encargos en la ciudad; sin embargo solo fue encarcelado provisionalmente por ello y vivió lo suficiente para sustituir a Ribera como pintor de la corte del virrey de Nápoles.
Los numerosos frescos que dejó en palacios e iglesias napolitanas y las grandes pinturas murales que cubrían la cúpula de la Abadía de Montecasino (destruida en 1944) evidencia una facilidad poco usual que demuestra que Corenzio no era inferior a los fa prestos de su tiempo. Su estilo florido, de hecho, concordaba con la sobrecargada arquitectura y los ornamentos decorativos propios de las construcciones jesuitas del siglo XVII. 
Belisario Corenzio murió, se dice, a la edad de ochenta y cinco años al caer de un andamio. Otras fuentes mencionan que se suicidó ingiriendo veneno.